# Jaguar S-Type (1999)
Jaguar S-type är en personbil tillverkad av den  brittiska biltillverkaren Jaguar mellan 1998 och 2007. 
Den har designats för att påminna om den tidigare S-type, men det rör sig bara om vissa återkommande formelement på en i grunden helt ny plattform och inte något försök att bygga en moderniserad version av den ursprungliga S-type (jfr Volkswagen Typ 1 från 1934 och Volkswagen New Beetle från 1998).
S-type förekom endast med fyra dörrar och med bensin- och dieselmotorer mellan 2,1 och 4,2 liter. Nypriserna låg mellan 350.000 och 700.000 kronor beroende på motor, utrustning etc.
Versioner:
| Modell | Motor                  | Cylindervolym | Effekt | Bränslesystem                  |
| ------ | ---------------------- | ------------- | ------ | ------------------------------ |
| 2.0    | 6-cyl V-motor dohc 24v | 2099 cm³      | 156 hk | Bränsleinsprutning             |
| 2.5    | 6-cyl V-motor dohc 24v | 2495 cm³      | 196 hk | Bränsleinsprutning             |
| 3.0    | 6-cyl V-motor dohc 24v | 2968 cm³      | 276 hk | Bränsleinsprutning             |
| 4.0    | 8-cyl V-motor dohc 32v | 3996 cm³      | 290 hk | Bränsleinsprutning             |
| 4.2    | 8-cyl V-motor dohc 32v | 4196 cm³      | 300 hk | Bränsleinsprutning             |
| R      | 8-cyl V-motor dohc 32v | 4196 cm³      | 400 hk | Bränsleinsprutning, kompressor |
| 2.7D   | 6-cyl V-motor dohc 24v | 2720 cm³      | 207 hk | Turbodiesel                    |